# Waratto
Waratto (zm. ok. 686) – majordom Neustrii w latach ok. 680–686.
Prawdopodobnie miał posiadłości w rejonie Paryża. W 659 sprawował urząd grafa. Po zamordowaniu Ebroina ok. 680 neustryjscy możni wybrali go na urząd majordoma. Zawarł pokój z majordomem Austrazji – Pepinem z Heristalu. Syn Warattona, Gislemar, w 681 lub 683 zbuntował się przeciwko ojcu i przejął urząd majordoma, ale krótko po tym zmarł i Waratton powrócił na stanowisko . Zmarł ok. 686, a neustryjska arystokracja na następcę wybrała jego zięcia Berchara.
Jego żoną była Ansfleda. Miał z nią dwoje dzieci: syna Gislemara i córkę Adaltrudę, żonę Berchara, a po jego śmierci – Drogona.